# Clarias longior
Clarias longior es una especie de pez de la familia Clariidae en el orden de los Siluriformes.

## Morfología
Los machos pueden llegar alcanzar los 22,5 cm de longitud total.

## Distribución geográfica
Se encuentra al sur del Camerún.